# Malena Costa Sjögren
Malena Costa Sjögren (Alcudia, Baleares, 31 de agosto de 1989) es una modelo publicitaria española.

## Carrera
Con sólo once años Malena, participó en un desfile de moda. En 2005 se presentó al concurso Elite Model Look 2005 y quedó finalista en sexto lugar. En 2007 se presentó al concurso de belleza, "Miss Baleares". En 2006 participó en el programa de TV "Super Modelo" y comenzó su carrera como modelo para diferentes compañías como Swatch o Don Algodón. Ha aparecido en todas las publicaciones de moda, como Vogue. 

## Vida personal
Su padre es mallorquín y su madre es sueca. Su familia vive en el Puerto de Alcudia. Malena es aficionada a la hípica, la pintura y al spinning. Salió con el hijo del Presidente de la empresa de viajes Halcón Viajes, Javier Hidalgo. Posteriormente tuvo una relación de un año con el jugador del FC Barcelona, Carles Puyol. Desde 2012 mantiene una relación con el futbolista del Rayo Vallecano, Mario Suárez, con quien tuvo una hija llamada Matilda Suárez Costa, la que nació el 28 de junio de 2016 y en julio de 2017 se casó con Mario Suárez